# 九徳郡
九徳郡（九德郡、きゅうとく-ぐん）は、かつてベトナム中部に中国王朝が設置した郡。

## 概要
三国の呉のとき、九徳郡が置かれた。九徳郡は交州に属した。
晋のとき、九徳郡は九徳・咸驩・南陵・陽遂・扶苓・曲胥・浦陽・都洨の8県を管轄した。
南朝宋のとき、九徳郡は浦陽・九徳・咸驩・都龐・西安・南陵・都洨・越常・宋泰・宋昌・希平の11県を管轄した。431年（元嘉8年）、九徳郡は林邑国の攻撃を受けた。
南朝斉のとき、九徳郡は九徳・咸驩・浦陽・南陵・都洨・越常・西安の7県を管轄した。
589年（開皇9年）、隋が南朝陳を滅ぼすと、九徳郡は廃止されて、徳州に編入された。